# Waidhofen an der Thaya (district)
Het politieke district Bezirk Waidhofen an der Thaya in de Oostenrijkse deelstaat Neder-Oostenrijk ligt in het noordoosten van het land, ten noordwesten van de hoofdstad Wenen en grenst in het noorden aan Tsjechië. Bezirk Waidhofen an der Thaya heeft ongeveer 28.000 inwoners. Het district bestaat uit een aantal gemeenten, die hieronder zijn opgesomd.

## Gemeenten en bijbehorende plaatsen
- Dietmanns
  - Alt-Dietmanns, Neu-Dietmanns
- Dobersberg
  - Brunn, Dobersberg, Goschenreith am Taxenbache, Großharmanns, Hohenau, Kleinharmanns, Lexnitz, Merkengersch, Reibers, Reinolz, Reinolz, Riegers, Schuppertholz
- Gastern
  - Frühwärts, Garolden, Gastern, Immenschlag, Kleinmotten, Kleinzwettl, Ruders, Weißenbach, Wiesmaden
- Groß-Siegharts
  - Ellends, Fistritz, Groß-Siegharts, Loibes, Sieghartsles, Waldreichs, Weinern, Wienings
- Karlstein an der Thaya
  - Eggersdorf, Göpfritzschlag, Goschenreith, Griesbach, Hohenwarth, Karlstein an der Thaya, Münchreith an der Thaya, Obergrünbach, Schlader, Thuma, Thures, Wertenau
- Kautzen
  - Engelbrechts, Groß-Taxen, Kautzen, Kleingerharts, Klein-Taxen, Pleßberg, Reinberg-Dobersberg, Tiefenbach, Triglas
- Ludweis-Aigen
  - Aigen, Blumau an der Wild, Diemschlag, Drösiedl, Drösiedl, Kollmitzgraben, Liebenberg, Ludweis, Oedt an der Wild, Pfaffenschlag, Radessen, Radl, Sauggern, Seebs, Tröbings
- Pfaffenschlag bei Waidhofen
  - Arnolz, Artolz, Eisenreichs, Großeberharts, Johannessiedlung, Kleingöpfritz, Pfaffenschlag bei Waidhofen a.d.Thaya, Rohrbach, Schwarzenberg
- Raabs an der Thaya
  - Alberndorf, Eibenstein, Großau, Koggendorf, Kollmitzdörfl, Liebnitz, Lindau, Luden, Modsiedl, Mostbach, Neuriegers, Niklasberg, Nonndorf, Oberndorf bei Raabs, Oberndorf bei Weikertschlag, Oberpfaffendorf, Pommersdorf, Primmersdorf, Raabs an der Thaya, Rabesreith, Reith, Rossa, Schaditz, Speisendorf, Süßenbach, Trabersdorf, Unterpertholz, Unterpfaffendorf, Weikertschlag an der Thaya, Wetzles, Wilhelmshof, Zabernreith, Zemmendorf, Ziernreith
- Thaya
  - Eggmanns, Großgerharts, Jarolden, Niederedlitz, Oberedlitz, Peigarten, Ranzles, Schirnes, Thaya
- Vitis
  - Eschenau, Eulenbach, Grafenschlag, Großrupprechts, Heinreichs, Jaudling, Jetzles, Kaltenbach, Kleingloms, Kleinschönau, Schacherdorf, Schoberdorf, Sparbach, Stoies, Vitis, Warnungs
- Waidhofen an der Thaya
  - Altwaidhofen, Dimling, Götzles, Hollenbach, Jasnitz, Kleineberharts, Matzles, Puch, Pyhra, Schlagles, Ulrichschlag, Vestenötting, Waidhofen an der Thaya
- Waidhofen an der Thaya-Land
  - Brunn, Buchbach, Edelprinz, Götzweis, Griesbach, Kainraths, Nonndorf, Sarning, Vestenpoppen, Wiederfeld, Wohlfahrts
- Waldkirchen an der Thaya
  - Fratres, Gilgenberg, Rappolz, Rudolz, Schönfeld, Waldhers, Waldkirchen an der Thaya
- Windigsteig
  - Edengans, Grünau, Kleinreichenbach, Kottschallings, Lichtenberg, Markl, Matzlesschlag, Meires, Rafings, Rafingsberg, Waldberg, Willings, Windigsteig